# Étienne II (roi de Hongrie)
Pour les articles homonymes, voir Étienne et Étienne II.
Étienne II Árpád (István II Árpád) dit « le Foudre » (en hongrois: II. István; en croate : Stjepan II.; en slovaque: Štefan II.; né en 1101, mort probablement le 1er mars 1131 à Nagyvárad [auj. Oradea ], inhumé en cette même ville), fils de Coloman de Hongrie (« Koloman le Bibliophile ») et de Félicie de Hauteville, fille du comte Roger de Sicile, fut roi de Hongrie de 1116 à 1131. Son père l’avait fait couronner alors qu’il était encore enfant, empêchant son oncle Álmos d’accéder au trône. Dès la première année de son règne, Venise occupa la Dalmatie qu’Étienne ne parviendra pas, malgré de nombreux efforts,  à reprendre et conserver. Par la suite son règne sera surtout marqué par les nombreux conflits frontaliers qui l’opposeront à ses voisins, notamment à l’Empire byzantin.

## Contexte historique
Ladislas Ier avait été roi de Hongrie de 1077 à 1095. Il avait renforcé le pouvoir royal à l’intérieur du royaume au terme d’une série de guerres civiles; à l’extérieur il avait étendu la suzeraineté de la Hongrie sur la Croatie, suscitant déjà l’opposition de l’empereur byzantin Alexis Ier Comnène. Les dernières années de son règne furent marquées par les relations tendues entre ses deux neveux, Coloman et Álmos, fils de son prédécesseur Géza Ier (r. 1074 - 1077).
La loi de succession, dite du « séniorat », prévalant chez divers peuples slaves ainsi qu’en Hongrie voulait que lors du décès d’un roi, ce soit le frère cadet du défunt qui lui succède et non le fils ainé de ce dernier. Ainsi tous les membres d’une même génération (généralement jusqu’au quatrième frère) pouvaient se succéder avant que l’on ne retournât à l’ainé du premier, ce qui pouvait donner lieu à des conflits sans nombre. Or, Ladislas préférait le plus jeune de ses neveux,  Álmos, qu'il avait nommé roi de Croatie après la conquête du pays, au détriment de l’ainé, Coloman, dit le bibliophile; doté d'un physique peu attrayant, malingre, boiteux, bossu et bègue, on le destinait à la vocation ecclésiastique. Il réussit, on ne sait comment,  à renoncer à l’épiscopat pour être couronné en 1095; chose certaine il dut négocier avec Álmos pour que celui-ci renonce au trône tout en conservant une profonde haine à l’endroit de son frère.

## Jeunes années (1101 - 1116)

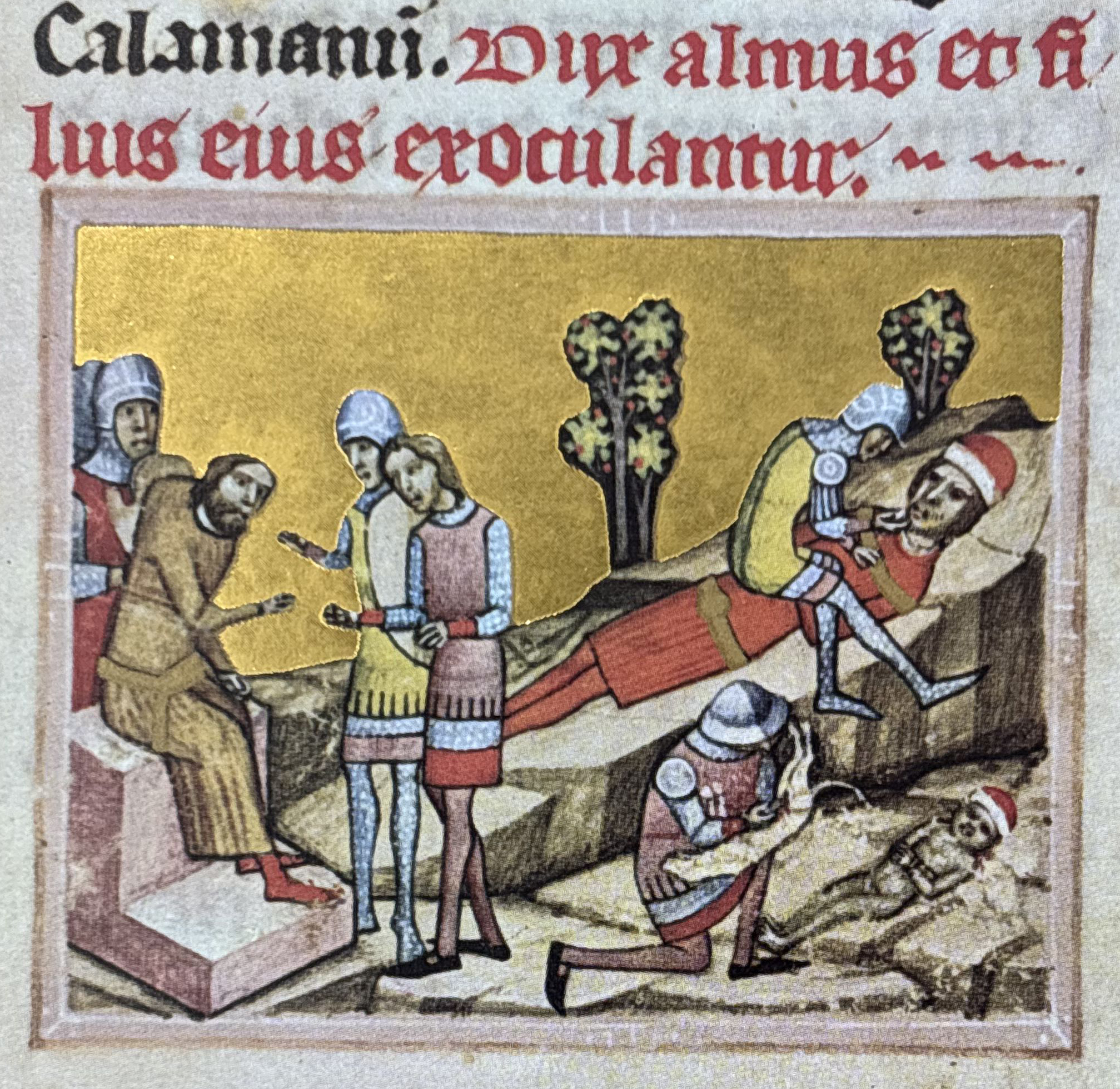
Álmos et son fils, Béla, sont aveuglés sur l’ordre de Coloman (extrait de la Chronicon Pictum).

Coloman épouse vers 1097, la fille de Roger Ier de Sicile, Félicia,. Étienne et son frère jumeau, Ladislav, naquirent selon la Chronicon Pictum en 1101. Le fait que son père l’ait nommé Étienne, du nom du premier roi de Hongrie, indiquait qu’il destinait celui-ci à être son héritier. À cet effet, il le fit couronner vers 1105 alors qu’il n’était encore qu’un enfant,,.
Álmos, qui aspirait toujours à la succession, en prit ombrage et préféra quitter la Hongrie,. Il chercha d’abord refuge auprès de l’empereur germanique Henri V (r. 1111 - 1125) et appela aussi à l’aide le duc Boleslav III de Pologne,. Ses efforts s’étant avérés vains, Álmos décida de rentrer en Hongrie, faisant soumission à son frère. Toutefois, il devait renouveler ses tentatives pour détrôner celui-ci au cours de la décennie qui suivit,. Excédé et voulant également assurer la succession de sa propre lignée, Coloman finit par se saisir de son frère et le fit aveugler avec son jeune fils, Béla,.
Voyant sa fin approcher en 1116, Coloman fit emprisonner son frère,. Selon la Chronicon Pictum, il donna également ordre à son fils Étienne et à ses nobles d’envahir la Rus’ afin de venger la défaite qu’il avait subie en 1099 lors du siège de Permyshl (Przemyśl en Pologne),. Coloman devait mourir le 3 février 1116.

## Guerres et intrigues domestiques (1116 - 1127)

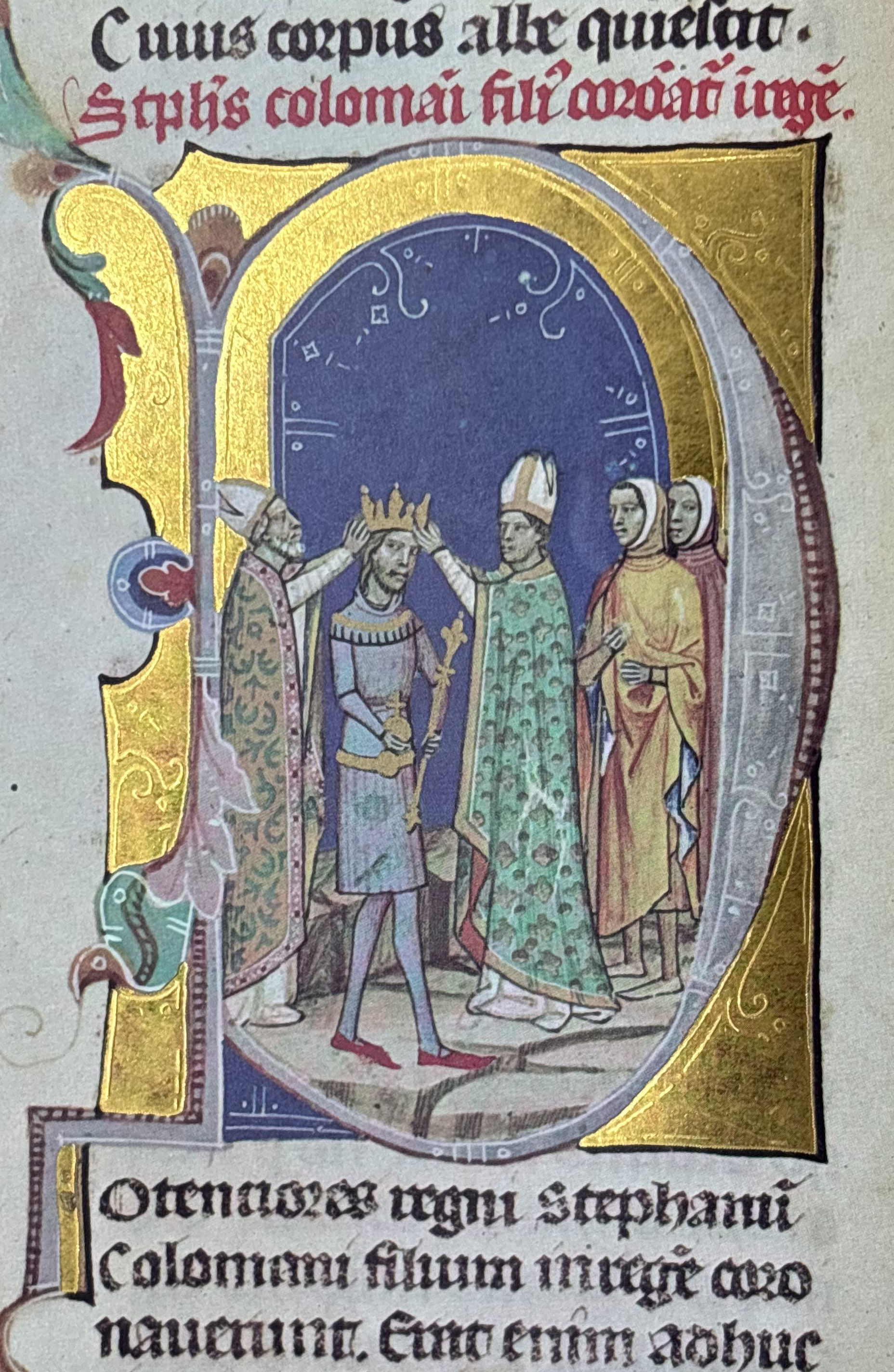
Couronnement d’Étienne II (extrait de la Chronicon Pictum).

Alors âgé de 15 ou 16 ans, Étienne fut couronné par l’archevêque Laurent d’Esztergom  à Székesfehérvár moins de trente jours après le décès de son père. Cette succession paisible démontrait l’efficacité des mesures prises par Coloman pour empêcher Álmos d’usurper le trône,. Sur les conseils de l’archevêque, Étienne rencontra Vladislav Ier de Bohême pour améliorer les relations entre les deux pays, lesquelles s’étaient passablement détériorées au cours de la dernière décennie ,. Toutefois une vive méfiance continuait à exister entre les deux hommes qui fit dégénérer le début des négociations en escarmouches, lesquelles se terminèrent par une bataille en règle le 13 mai. Les Bohémiens infligèrent une cuisante défaite aux troupes d’Étienne. Le chroniqueur contemporain Cosmas de Prague blâma les conseillers du roi pour ce fiasco, mais les chroniques hongroises subséquentes (qui furent toutes complétées sous des rois descendant d’Álmos) attribuent plutôt celui-ci à la nature impétueuse du roi qui n’aurait pas pris avis de ses conseillers,.
La dernière année du règne de Coloman, le doge Ordelafo Faliero avait conquis une ile dans la  baie de Kvarner. Il revint en Dalmatie à la tête de la flotte vénitienne en mai 1116. Le 15 juillet, il défit les troupes hongroises venues protéger Zadar. Par la suite, l’une après l’autre, les villes de la côte devaient capituler face aux Vénitiens, y compris Biograd na Moru, Šibenik, Split et Trogir, mettant ainsi un terme à la suzeraineté d’Étienne le long de la mer Adriatique,. Néanmoins les combats se poursuivirent entre les deux souverains jusqu’à ce que le doge Faliero trouve la mort dans une bataille près de Zadar, permettant ainsi le retour de Biograd na Moru, Split et  Trogir à la souveraineté hongroise. Ce ne devait être qu’un court répit, car la même année le nouveau doge, Domenico Michele, réussit à reconquérir la Dalmatie. Une trêve de cinq ans fut alors conclue qui confirmait le statu quo; Venise conservait ses conquêtes.
Étienne II se tourna alors vers l’Autriche et en 1118 ses troupes y firent une incursion qui provoqua une contre-attaque du margrave Léopold III,. Bořivoj II, duc de Bohême, qui était monté sur le trône à la suite du renversement de Vladislav Ier, appuya Léopold et pilla les régions du nord-ouest de la Hongrie,. Mais lorsque Valdislav réussit à reprendre le trône, Bořivoj n’eut d’autre choix que de s’enfuir en Hongrie où il se réconcilia avec Étienne en 1120.
Étienne II épousa une fille de Robert Ier de Capoue au début de 1120. Selon l’historien Paul Stephenson, cette alliance avec les Normands du sud de l’Italie aurait été, au moins en partie, dirigée contre les Vénitiens. Effectivement, les princes normands avaient appuyé le pape lors de la « querelle des investitures » contre les empereurs romains germaniques. Ce mariage se serait ainsi inscrit dans la ligne de la politique pro-papale suivie par le père d’Étienne. Le mariage fut sans doute de courte durée, car l’année suivante, selon l’historien Włodzimierz Dworzaczek, Étienne aurait épousé Adélaïde, fille du burgrave Henri de Regensburg,.

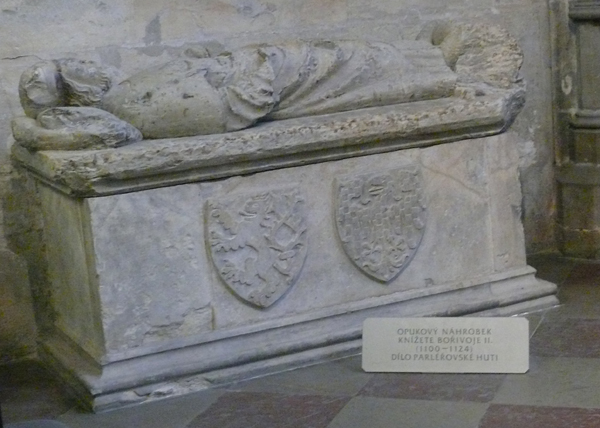
Tombe de Bořivoj II, duc de Bohême, qui mourut à la cour d’Étienne II.

Les relations entre Étienne et Álmos devaient être cordiales à cette époque, car en 1123, une fille d’Álmos et donc cousine d’Étienne, vint chercher refuge à sa cour après que son mari, Sobešlav, ait été expulsé de Moravie. Selon Cosmas de Prague, Étienne la reçut avec bienveillance, reconnaissant en elle un membre de sa famille.
La même année, le jeune roi lança une expédition contre la principauté de Volhynie pour aider le prince déposé, Iaroslav Sviatopolkovich, à regagner son trône. Même si Sviatopolkiovic mourut au début du siège de son ancienne capitale, Volodymir, Étienne était décidé à continuer la guerre. Toutefois, selon la Chronicon Pictum, ses généraux auraient menacé de le déposer s’il continuait dans cette voie : Étienne dut lever le siège et retourner en Hongrie.
Prenant avantage en 1124 de l’absence de la flotte vénitienne en Adriatique, celle-ci étant en expédition au Levant, Étienne envahit la Dalmatie, comme en témoignent une charte confirmant la libération de Split et Trogir en juillet 1124,. Toutefois, la flotte vénitienne étant de retour, les villes dalmates se rendirent l’une après l’autre. Seuls les citoyens de Biograd na Moru, selon l’Historia Ducum Veneticorum, « osèrent résister au doge et à son armée […]; leur ville fut rasée jusqu’à ses fondations.

## Guerre contre l’Empire byzantin (1125/1126 ou 1127/1129)
Vers 1125, Álmos craignant pour sa vie, va chercher refuge avec de nombreux partisans dans l’Empire byzantin où Jean II (r. 1118-1143) les accueille avec bienveillance et les installe dans une ville de Macédoine. Étienne envoya alors une ambassade auprès de l’empereur byzantin exigeant qu’Álmos et ses partisans soient expulsés de l’empire, demande qui fut rejetée,. L’historien Ferenc Makk attribue ce changement abrupt dans l’attitude d’Étienne au fait qu’Álmos aurait profité des échecs d’Étienne en Volhynie et en Dalmatie pour comploter contre lui. Pour sa part, Étienne II ajouta de l’huile sur le feu en donnant refuge aux chefs petchenègues et coumans défaits par Jean II en 1122, ce qui ne fit qu’accroitre les tensions entre les deux États.
Il en résulte une guerre avec l’Empire byzantin, rapportée différemment par les chroniqueurs Nicétas Choniatès (vers 1155-1217) et Jean Cinnamus (1143/1144 - après 1185). Ni l’un ni l’autre ne datent les évènements et ceux qu’ils relatent diffèrent substantiellement par leur teneur et leur séquence.
Nicétas Choniatès ne mentionne qu’une seule campagne dont il attribue la responsabilité aux citoyens de la ville byzantine de Braničevo, lesquels « attaquèrent et pillèrent des Hongrois venus dans l’Empire byzantin pour y faire commerce, commettant ainsi le pire des crimes contre eux. En représailles, les Hongrois prirent et rasèrent Braničevo. Les troupes hongroises se seraient alors enfoncées profondément en territoire impérial, avançant jusqu’à Sardica (aujourd’hui Sofia en Bulgarie) qu’elles pillèrent. C’est alors que l’empereur aurait réagi envoyant des troupes qui défirent les Hongrois, lesquels n’eurent d’autre choix que de demander la paix.
Jean Cinnamus pour sa part fait état de deux campagnes. La première aurait commencé à l’été 1127 et aurait été dirigée d’abord contre Belgrade. Par la suite, les troupes hongroises devaient saccager Braničevo, Naissus ainsi que les régions de Sardica et de Philippopolis, avant de retourner en Hongrie, .
En réponse à cette campagne, Jean II Comnène attaque la Hongrie avec une infanterie de mercenaires lombards et d’auxiliaires seldjouks, ainsi qu’avec une flotte fluviale en 1128. Étienne II, malade, ne pouvant se mettre à la tête de l’armée, les troupes hongroises sont sous le commandement d’un certain Setephel. Elles sont défaites lors de la bataille d'Haram (aujourd'hui Bačka Palanka) sur la rive hongroise du Danube. Nombre de Hongrois qui tentent de fuir périssent noyés lorsqu’un pont sur le Krassó s’écroule sous leur poids. Cette défaite mine sérieusement l’autorité d’Étienne II qui doit faire face à la révolte de deux usurpateurs, les « comtes Bors et Ivan ».
Jean Cinnamus relate une deuxième campagne du roi Étienne contre l’Empire byzantin, visant probablement à réaffirmer son autorité. Sous le commandement du duc Vaclav d’Olomouc, les troupes hongroises avec l’aide de renforts de Bohême, s’emparèrent de la forteresse de Braničevo qu’elles rasèrent. Au même moment, les Serbes s’emparaient de la forteresse de Rhason (maintenant Ražanj en Serbie). Jean II se hâta de retourner à Braničevo dont il reprit le contrôle et reconstruisit la forteresse. En dépit de ce succès, l’empereur dut retraiter vers la rivière Mlava (affluent gauche du Danube). Toutefois son arrière-garde fut attaquée au village de Ždrelo où les Hongrois s’emparèrent d’un énorme butin. D’autres affrontements devaient rétablir l’équilibre, si bien qu’un traité de paix put être conclu en 1129 aux termes duquel les Byzantins recouvrèrent non seulement Braničevo, mais aussi Belgrade et la région de Syrmie (appelée Frongochorion par Choniatès) qui était aux mains des Hongrois depuis les années 1070. Sur les entrefaites  Álmos mourut, éliminant l’un des principaux sujets de friction.

## Union et succession
Selon la « Chronicon Pictum », Étienne n’entend pas prendre d’épouse légitime, se plaisant dans la compagnie de courtisanes et concubines. Toutefois, il cède à la pression de ses conseillers qui craignent l’absence d’héritier mâle pour la succession au trône. Il finit par épouser une fille de Robert Ier de Capoue dont on ignore le nom dans les premiers mois de 1120. Cette union ne produit pas d’enfant, non plus que celle qu’il contracte quelques mois plus tard avec la fille du burgrave Henri de Regensburg (aujourd’hui Ratisbone), Adélaïde.
Toujours sans héritier, il nomme d'abord son neveu Saul, fils de sa sœur Sophie, comme successeur. Pendant longtemps, il cruoit que son cousin Béla, fils unique d’Álmos, était mort après avoir été aveuglé,. En fait, celui-ci après le départ de son père pour Constantinople, s’est réfugié à l'abbaye de Pécsvárad. Ayant appris vers 1129 que le jeune homme vivait encore, il en éprouve un vif plaisir. Non seulement lui il lui accorde en apanage la ville de Tolna, mais il arrange son mariage avec Hélène de Rascie.
Étienne II meurt de dysenterie au printemps 1131. La date exacte de son décès ne nous est pas connue, mais la plupart de ses biographes la situe le 1er mars. Il est enterré dans la cathédrale de Nagyvάrad (aujourd’hui Oradea en Roumanie). En vertu de la loi successorale de séniorité, Béla est couronné quelque deux mois plus tard, le 28 avril à Székesfehérvár, ce qui semble confirmer une source ottomane, le Tarih-i Üngürüs (Histoire des Hongrois), selon laquelle le couronnement n’a eu lieu qu’après la mort de l’héritier désigné, Saul.